# Austrolimnophila pleurolineata
Austrolimnophila pleurolineata är en tvåvingeart som beskrevs av Alexander 1957. Austrolimnophila pleurolineata ingår i släktet Austrolimnophila och familjen småharkrankar. Inga underarter finns listade i Catalogue of Life.